# Catherine Thiry
 (juin 2023).
La mise en forme du texte ne suit pas les recommandations de Wikipédia : il faut le « wikifier ».
Les points d'amélioration suivants sont les cas les plus fréquents. Le détail des points à revoir est peut-être précisé sur la page de discussion.
- Les titres sont pré-formatés par le logiciel. Ils ne sont ni en capitales, ni en gras.
- Le texte ne doit pas être écrit en capitales (les noms de famille non plus), ni en gras, ni en italique, ni en « petit »…
- Le gras n'est utilisé que pour surligner le titre de l'article dans l'introduction, une seule fois.
- L'italique est rarement utilisé : mots en langue étrangère, titres d'œuvres, noms de bateaux, etc.
- Les citations ne sont pas en italique mais en corps de texte normal. Elles sont entourées par des guillemets français : « et ».
- Les listes à puces sont à éviter, des paragraphes rédigés étant largement préférés. Les tableaux sont à réserver à la présentation de données structurées (résultats, etc.).
- Les appels de note de bas de page (petits chiffres en exposant, introduits par l'outil «  Source ») sont à placer entre la fin de phrase et le point final[comme ça].
- Les liens internes (vers d'autres articles de Wikipédia) sont à choisir avec parcimonie. Créez des liens vers des articles approfondissant le sujet. Les termes génériques sans rapport avec le sujet sont à éviter, ainsi que les répétitions de liens vers un même terme.
- Les liens externes sont à placer uniquement dans une section « Liens externes », à la fin de l'article. Ces liens sont à choisir avec parcimonie suivant les règles définies. Si un lien sert de source à l'article, son insertion dans le texte est à faire par les notes de bas de page.
- La présentation des références doit suivre les conventions bibliographiques. Il est recommandé d'utiliser les modèles {{Ouvrage}}, {{Chapitre}}, {{Article}}, {{Lien web}} et/ou {{Bibliographie}}. Le mode d'édition visuel peut mettre en forme automatiquement les références.
- Insérer une infobox (cadre d'informations à droite) n'est pas obligatoire pour parachever la mise en page.

Pour une aide détaillée, merci de consulter Aide:Wikification.
Si vous pensez que ces points ont été résolus, vous pouvez retirer ce bandeau et améliorer la mise en forme d'un autre article.
Catherine Thiry est une artiste peintre et sculptrice belge.

## Biographie
Catherine Thiry vit dans la banlieue de Bruxelles où elle se consacre à la peinture et à la sculpture depuis 1986. Ses bronzes originaux et ses sculptures en composite de fer, dont plusieurs œuvres monumentales, ont été exposés en Belgique, en France, aux Pays-Bas, en Allemagne, à Monaco et acquis par des collectionneurs réputés.
Une de ses œuvres les plus connues est Morphosis, une sculpture monumentale en composite de fer qui est exposée, depuis décembre 2022, au Mémorial Waterloo 1815dans le cadre de l’exposition Effigies qui lui est consacrée.

## La peinture
Dès ses débuts, elle travaille exclusivement avec la peinture à l’huile, technique qui permet d’utiliser toutes les couleurs en même temps sur la palette, dans l'esprit expressionniste.
En peignant au dos de la toile sur une surface brute qui ne permet aucune retouche, Dans le style de l’œuvre Confusius ou de Forte, elle veut sortir des lignes et chercher la contrainte.

## La sculpture
Après quinze années de peinture, en 2004, Catherine Thiry découvre comment imprimer dans la matière, les émotions brutales qui la balayent depuis toujours. Elle dit: «La sculpture est une action joyeuse, organique et primitive» et réalise ses premières séries de petites pièces en bronze et des grands formats comme Grand Nomad .
On retrouve dans sa sculpture l'influence de sa peinture avec une technique qui apporte une force particulière à ses œuvres magnifiées par le bronze et le composite de fer. Certaines sculptures de Catherine Thiry peuvent donner un sentiment d’inachevé, car elle met l’accent sur la trace laissée par la main, où l’ébauche tend vers l’absolu, ce qui offre la place à l’interprétation.

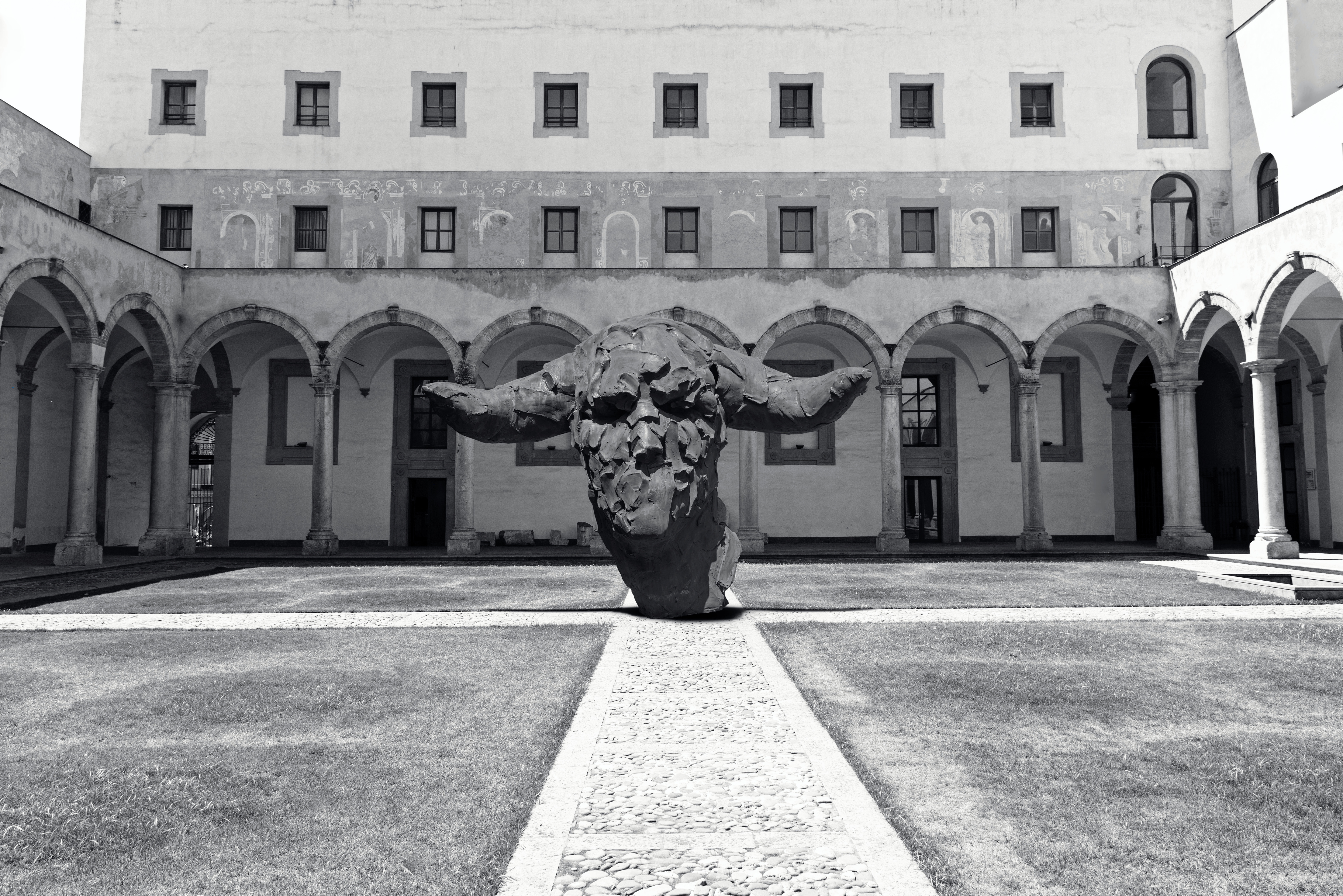
Morphosis

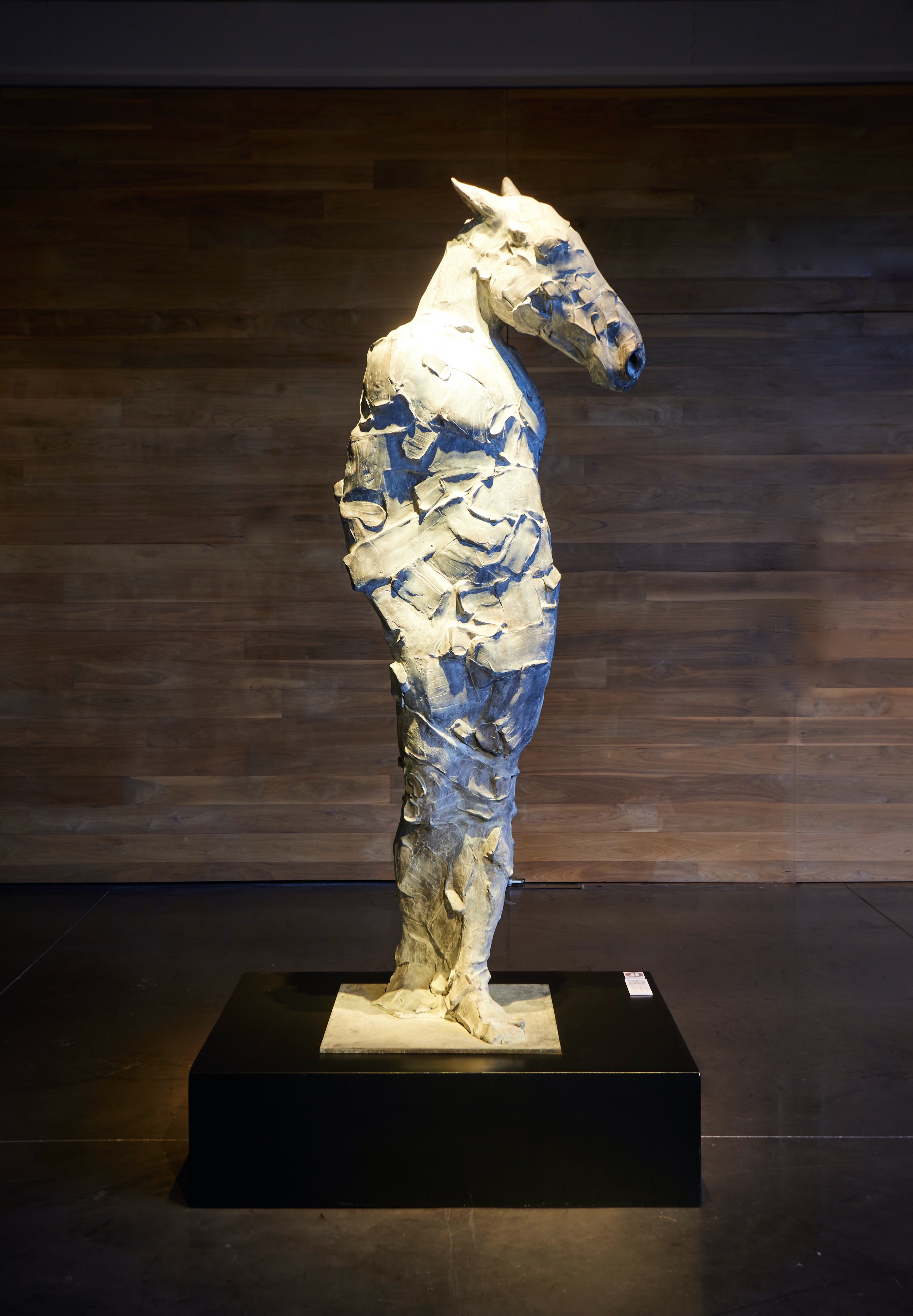
Aequanimus, bronze original, 190 cm, exposition Effigies, Mémorial Waterloo1815, décembre 2022, Catherine Thiry

## Influences artistiques
Catherine Thiry appartient à la catégorie des autodidactes discrets. Après la découverte de Rik Wouters et de Vincent Van Gogh ce sont les œuvres de Francis Bacon, de Marc Rothko et du sculpteur Henry Moore qui l’ont influencée sur le chemin de la création.

## Public et expositions
En 2019, suite de nombreuses expositions à Bruxelles et à Paris, la galerie Hurtebize présente à Cannes plusieurs pièces de l’artiste : des bustes, comme Sagace et Panacée, des portraits comme Le Kid, Effigy ou Ma Parole, mais aussi d’autres types d’œuvres comme Paradigm, Tempera et Lucid, sculptures qui racontent le sentiment humain à travers l’emploi de la figure animale.

En décembre 2022, Le Mémorial Waterloo 1815 à exposé durant 3 mois, 15 sculptures en bronze et 6 œuvres monumentales en composite de fer au pied de la célèbre butte du Lion de Waterloo. 
«Le public de Catherine Thiry est invité à entrer en contact avec ses sentiments», «et témoigne devant ses sculptures, au-delà de la forme, vibrante, des surfaces, palpitantes, de l’émotion qui préside.»

## Expositions

### 1999
group show L’art en Gévaudan, Parc à loup, Sainte-Lucie, Lozère, France
La Galerie de Tourgéville, Deauville, France
Exposition au Jardin des Kabanes, Lasne, Belgique
Royal Etrier Bruxelles, Belgique
Espace-Art, Salon du Cheval, Porte de Versailles, France

### 2000
Biennale D’art de Saint-Pierre Les Nemours, France
Galerie Art Conseil à Monaco, France
Exposition Lusitanien, Jardins de la Fontaine à Nîmes, France

### 2001
Exposition Lusitanien, des Jardins de la Fontaine à Nîmes, France

### 2002
Espace-Art, Salon du Cheval, Paris, Porte de Versailles, France
Parcours d’artiste, Lasne, Belgique
Solo show Galerie Ransbeck à Lasne, Belgique

### 2003
Equitana, Essen, Allemagne
Espace-Art, Porte de Versailles, France
Solo show, Galerie David Hoquet, Charleroi, Belgique
Divonne-les-Bains, France
Festival de Cagnes-sur-Mer, France
Groenendael, Belgique
Paul Ide Gallery à Lasne, Belgique

### 2004
Espace-Art, Audi Masters, Tour et Taxis, Bruxelles, Belgique
Salon Porte de Versailles, Paris, France
Albi, festival de spectacle, France
La Galerie de Tourgéville, Deauville, France
- Exposition au Jardin des cabanes, Lasne, Belgique

### 2005
Espace-Art, Audi Masters, Tour et Taxis, Bruxelles, Belgique
Espace Fontvieille, Monaco
Ferme de la Papelotte, Lasne, Belgique
Haras Le Lion d’Angers, France
Equitana, Essen, Allemagne

### 2006
Tour et Taxis, Bruxelles, Belgique

### 2007
Tour et Taxis, Bruxelles, Belgique
Sculpturalasne Art Fair, Lasne, Belgique
Les Nocturnes du Sablon, Belgique
Salon d’Art Contemporain, Rotterdam, Pays bas

### 2008
Lineart Art Fair, Belgique
Sculpturalasne Art Fair, Lasne, Belgique
Galerie Gelderland, Solo show, Arnhem, Pays bas

### 2009
Sculpturalasne Art Fair, Lasne, Belgique
Galerie Amaterasu, SJ Wouwse Plantage, Pays bas

### 2010
Gucci Masters, Event, Paris, France

### 2011
Art Thema Gallery, Solo show, Bruxelles, Belgique

### 2012
Absolute Art Gallery, Bruges, Belgique
Galerie Lieve Lambrecht, Gand, Belgique
Galerie Wagner, Le Touquet, France

### 2013
Absolute Art Gallery, Bruges, Belgique

### 2014
Gucci Masters, Event, Paris France

### 2015
The Latem Gallery (solos show), Sint-Martens-Latem, Belgique
Kunst in de Kantfabriek, Vilvoorde, Belgique
Longines masters, Paris, France
Salon Art nocturne, Knokke, Belgique

### 2016
The Latem Gallery, Belgique
Macadam Gallery, Bruxelles, Belgique
Salon Art nocturne, Knokke, Belgique
Rasson Art Gallery, Tournai, Belgique

### 2017
Art Elysées, Paris
Art22 Gallery, Bruxelles
The Latem Gallery, Gand, Belgique
Longines Event, Paris, France

### 2018
Art Up! Art Fair, Lille, France
Art22 Gallery, Bruxelles, Bruxelles
Le Cercle Royal Gaulois artistique et Littéraire (Solo show), Bruxelles, Belgique.
Les Flâneries d’Art Contemporain, Aix-en-Provence, France
The Latem Gallery (Solo show)
Art Elysées & design, foire d’art moderne & contemporain, Avenue des Champs-Élysées, Paris, France.
Longines masters, Paris, France

### 2019
Art Paris Art Fair, France
Galerie Hurtebize, Cannes, France
Longines Masters, Paris, France

### 2020
ArtHuis Gallery, Bruxelles, Belgique

### 2021
Galerie Hurtebize, Cannes, France
Sculpturact Gallery, Lasne, Belgique

### 2022
SculpturAct, Lasne, Belgique
Exposition Effigies au musée de la Bataille de Waterloo 1815, Waterloo, Belgique